# أوتو فون بلو
أوتو إرنست فنزنت ليو فون بلو (بالألمانية: Otto Ernst Vinzent Leo von Below) (ولد في 18 يناير 1857 – توفي في 9 مارس 1944) كان جنرالًا بروسيًا خدم في الجيش الألماني الإمبراطوري خلال الحرب العالمية الأولى.

## حياته العسكرية
بدأ فون بلو خدمته العسكرية في عام 1875 في صفوف الجيش البروسي، وتدرج في الرتب حتى أصبح من أبرز القادة العسكريين خلال الحرب العالمية الأولى.

### الجبهة الشرقية
خلال المراحل الأولى من الحرب، خدم في الجبهة الشرقية حيث قاد تشكيلات متعددة في معارك ضد الجيش الروسي.

### الجبهة الإيطالية
اشتهر فون بلو بكونه أحد القادة الرئيسيين في معركة كابوريتو (أكتوبر–نوفمبر 1917)، التي خاضها إلى جانب القائد النمساوي سفيتوزار بوروفييتش. وقد أدى هذا الانتصار إلى انهيار الجبهة الإيطالية مؤقتًا وتقدم القوات الألمانية والنمساوية بشكل كبير.

### الجبهة الغربية
لاحقًا تم نقل فون بلو إلى الجبهة الغربية، حيث تولى قيادة الجيش السابع عشر الألماني في عدة معارك، وكان له دور في التصدي لهجمات الحلفاء عام 1918.

## التقاعد والوفاة
تقاعد أوتو فون بلو من الخدمة العسكرية في عام 1919 بعد نهاية الحرب. عاش سنواته الأخيرة في ديتسمانزدورف وتوفي هناك في 9 مارس 1944 عن عمر ناهز 87 عامًا.

## وصلات خارجية
- Otto von Below - Wikipedia (بالإنجليزية)